# Pfeffersauce

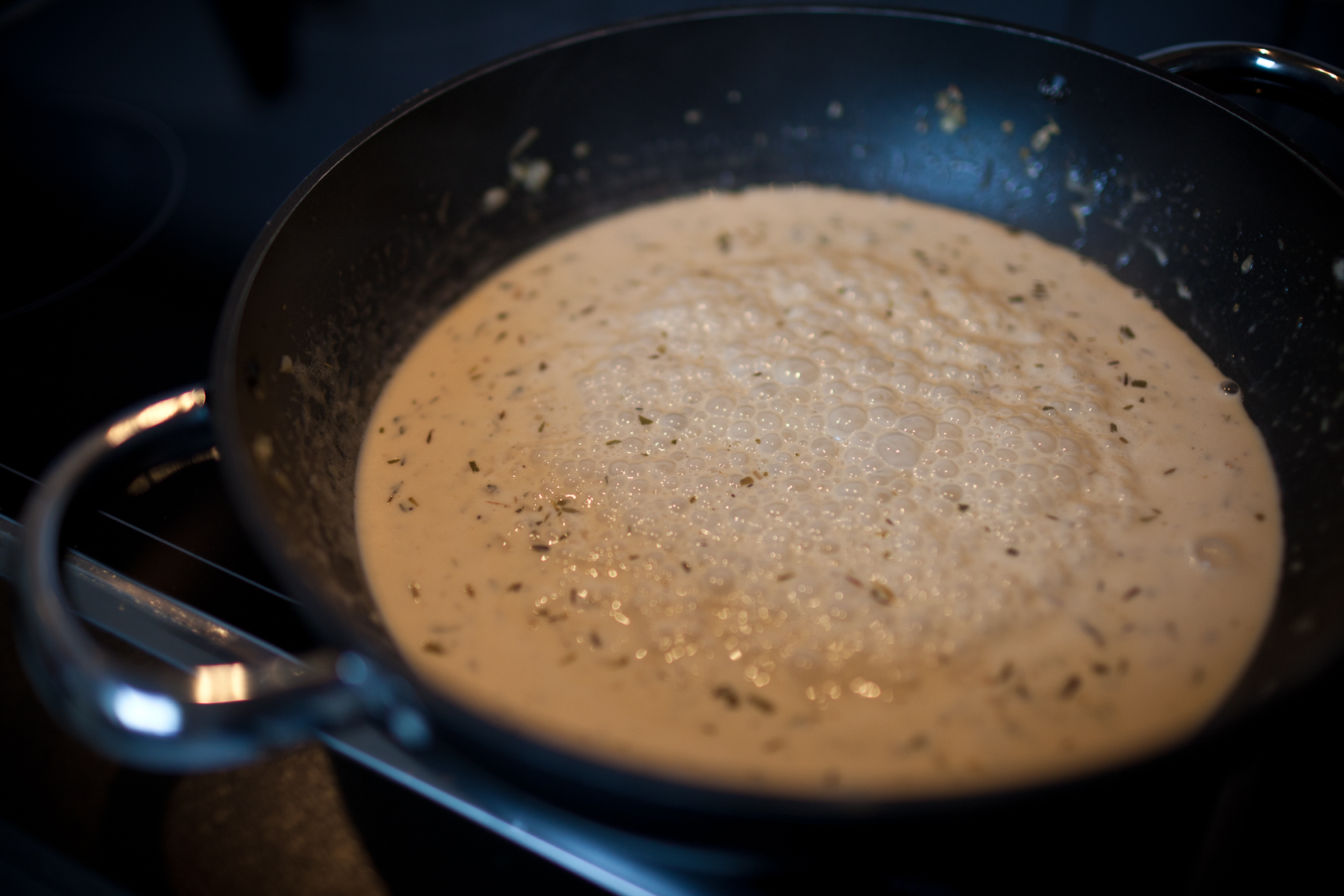
Pfeffersauce der klassischen französischen Küche, verfeinert mit Schalotten, Weißwein, Thymian, Lorbeerblatt, Mehl, Essig und Kalbsfond

Pfeffersauce (französisch: sauce poivrade) oder Pfeffersoße ist eine pfefferige Sauce, die betont mit grob gestoßenen Pfefferkörnern gewürzt ist und hauptsächlich zu Wildbret gereicht wird.  Sie wird aus Fleischbrühe und Mehlschwitze (Roux) zubereitet oder ist eine Ableitung der säuerlich-rauchigen Wildsauce, die wiederum eine Ableitung der braunen Grundsauce ist. Wildsaucen werden aus dem Fond hergestellt, der beim Auskochen der Knochen und Parüren (Sehnen und Fleischabschnitte) des Wildbrets anfällt.